# Kelly Hu
Kelly Ann Hu (* 13. února 1968, Honolulu, Havaj) je americká herečka, bývalá modelka a Miss Teen USA 1985.

## Počátky
Narodila se v havajském Honolulu Herbertu a Juanitě Huovým. Rodiče se v jejím dětství rozvedli. Její bratr Glenn slouží v Americké armádě. Má anglický, čínský a havajský původ. Kromě Honolulu studovala také v Kalifornii a aktuálně žije v Los Angeles. Nikdy nebyla provdaná.
Odjakživa se zajímala o herectví, zpěv a také bojová umění. Její sestřenice byla úspěšnou modelkou, a Kelly chtěla jít její cestou, což se podařilo. V roce 1985 získala titul Miss Hawaii Teen USA. Stala se tak první asijskoamerickou modelkou, která tento titul získala.

## Kariéra
Pracovala v Japonsku a Itálii a stala se také tváří firmy z Philadelphie, která vyráběla sýry. Následně se přestěhovala do Los Angeles, kde v roce 1987 započala hereckou kariéru v sitcomu Growing Paints. Dále se objevila v seriálech Melrose Place, Jump Street 21 nebo Četa v akci a nebo také ve filmu Pátek třináctého 8.
V roce 1993 se stala Miss Hawaii a v celostátní soutěži Miss USA skončila na čtvrtém místě. Následně hrála v několika dalších seriálech i filmech, ke kterým patří například Král Škorpion s Dwaynem Johnsonem a Michaelem Clarkem Duncanem, dále filmy X-Men 2 nebo Od kolébky do hrobu, kde hlavní role ztvárnili Jet Li a rapper DMX. Propůjčila také svůj hlas několika počítačovým hrám, k těm nejznámějším patří hra na motivy Star Wars.

## Osobní život
Stala se členkou nadace CAUSE USA, která napomáhá Američanům asijského původu se soudními procesy.
Je velkou fanynkou pokeru, sama se často účastní World Poker Tour.
V roce 2008 se podílela na tvorbě videa Yes We Can, které napomáhalo při volební kampani Baracka Obamy.

## Filmografie

### Film
| Rok  | Název                          | Role                          | Poznámky            |
| ---- | ------------------------------ | ----------------------------- | ------------------- |
| 1989 | Pátek třináctého 8             | Eva Watanabe                  |                     |
| 1991 | The Doors                      | Dorothy                       |                     |
| 1991 | Harley Davidson a Marlboro Man | Suzie                         |                     |
| 1993 | Bláznivé dědictví              | Ro-May                        |                     |
| 1995 | Není cesty zpět                | Seiko Kobayashi               |                     |
| 1995 | Zvláštní dny                   | moderátorka zpráv             |                     |
| 1997 | Fakin' da Funk                 | Kwee-Me                       |                     |
| 2002 | Král Škorpion                  | Cassandra                     |                     |
| 2003 | Od kolébky do hrobu            | Sona                          |                     |
| 2003 | X-Men 2                        | Yuriko Oyama/Lady Deathstrike |                     |
| 2005 | Zpátky do školy                | Lisa Brooks                   |                     |
| 2006 | Americanese                    | Brenda Nishitani              |                     |
| 2006 | Undoing                        | Vera                          |                     |
| 2006 | Devil's Den                    | Caitlin                       |                     |
| 2007 | Šanghajský polibek             | Micki Yang                    |                     |
| 2007 | Succubus: Hell-Bent            | detektiv Pei                  | video film          |
| 2007 | To, co dýchám                  | Jiyoung                       |                     |
| 2008 | Stiletto                       | detektiv Hanover              |                     |
| 2008 | Mrtvý vesmír                   | Shen (hlas)                   | video film          |
| 2008 | Farm House                     | Lilith                        |                     |
| 2008 | Dim Sum Funeral                | Cindy                         |                     |
| 2009 | Scooby-Doo a samurajův meč     | Miyumi/Miss Mirimoto (hlas)   | video film          |
| 2009 | Turnaj zabijáků                | Lai Lai Zhen                  |                     |
| 2010 | Batman vs. Red Hood            | paní Li (hlas)                | video film          |
| 2011 | What Women Want                | dívka v reklamě               |                     |
| 2011 | Almost Perfect                 | Vanessa Lee                   |                     |
| 2011 | Green Lantern: Emerald Knights | Laira (hlas)                  | video film          |
| 2012 | Bílá žába                      | May Chung                     |                     |
| 2013 | The Haumana                    | Linda                         |                     |
| 2013 | They Die by Dawn               |                               | krátkometrážní film |
| 2014 | Cesta zítřka                   | Dr. Gordon                    |                     |
| 2014 | Death Valley                   | Greenstreet                   |                     |
| 2016 | Beyond the Game                |                               |                     |
| 2016 | Finding Kukan                  | mladá žena (hlas)             | dokument            |
| 2016 | Kepler's Dream                 | Irene                         |                     |
| 2017 | Maximální úder                 | Kate                          |                     |
| 2018 | F.R.E.D.I.                     | Dr. Andi Palmer               |                     |
| 2019 | Go Back to China               | May Li                        |                     |
| 2019 | Painted Beauty                 | Carla                         |                     |

### Televize
| Rok        | Název                                     | Role                                             | Poznámky                                          |
| ---------- | ----------------------------------------- | ------------------------------------------------ | ------------------------------------------------- |
| 1987–88    | Growing Pains                             | Melia                                            | 3 díly                                            |
| 1988       | Night Court                               | Krista                                           | 2 díly                                            |
| 1989       | Četa v akci                               | DJ                                               | díl: „Saigon: Part 2“                             |
| 1989       | Jump Street 21                            | Kim Van Luy                                      | díl: „The Dragon and the Angel“                   |
| 1990       | CBS Schoolbreak Special                   | Emily                                            | díl: „American Eyes“                              |
| 1993       | Raven                                     | Pele                                             | díl: „Heat“                                       |
| 1994       | Burkeho zákon                             | Dawn                                             | díl: „Who Killed the Beauty Queen?“               |
| 1994       | Melrose Place                             | Andrea                                           | díl: „Parting Glances“                            |
| 1994       | Odpadlík                                  | Kathy Maruyama                                   | díl: „Černý vítr“                                 |
| 1995       | Maybe This Time                           | Jennifer                                         | díl: „Please Re-Lease Me“                         |
| 1996       | Hvězdná výprava                           | Yukiko Fujisaki                                  | TV film                                           |
| 1996       | Murder One                                | Natalie Cheng                                    | 2 díly                                            |
| 1996       | Ochránce                                  | Christine                                        | díl: „Psychopat“                                  |
| 1996       | One West Waikiki                          | Dr. Midori                                       | díl: „Battle of the Titans“                       |
| 1996       | Modrý Pacifik                             | Wendy Trang                                      | díl: „The Enemy Within“                           |
| 1996       | Pan a paní Smithovi                       | paní Jones                                       | díl: „The Second Episode“                         |
| 1997       | Sunset Beach                              | Rae Chang                                        |                                                   |
| 1997–98    | Detektiv Nash Bridges                     | inspektorka Michelle Chan                        | hlavní role (3.–4. řada), 14 dílů                 |
| 1998       | Malcolm & Eddie                           | Wendy                                            | díl: „Car Trouble“                                |
| 1998–2000  | Martial Law - Stav ohrožení               | Grace „Pei Pei“ Chen                             | hlavní role, 44 dílů                              |
| 2003       | Vzkvétající město                         | Rachel Durrel                                    | 2 díly                                            |
| 2004       | Situace: Ohrožení                         | agentka Mia Chen                                 | 3 díly                                            |
| 2004       | Flynn Carsen: Honba za Kopím osudu        | Lana                                             | TV film                                           |
| 2005–06    | Kriminálka New York                       | detektiv Kaile Makaová                           | 4 díly                                            |
| 2005–08    | Robot Chicken                             | různé hlasy                                      | 5 dílů                                            |
| 2005       | Stav nouze                                | Sharon Crandall                                  | TV film                                           |
| 2006       | Las Vegas: Kasino                         | Natalie Ko                                       | díl: „Ohlášená smrt“                              |
| 2007       | In Case of Emergency                      | Kelly Lee                                        | hlavní role, 13 dílů                              |
| 2007       | Afro Samurai                              | Okiku (hlas)                                     | díl: „The Dream Reader“                           |
| 2007–15    | Phineas a Ferb                            | Stacy Hirano (hlas)                              | 80 dílů                                           |
| 2008–09    | Army Wives                                | Jordana Davis                                    | 4 díly                                            |
| 2008       | Zákon a pořádek: Útvar pro zvláštní oběti | Kelly Sun                                        | díl: „Porno“                                      |
| 2009       | Vražedná čísla                            | Alice Chen                                       | díl: „Nesnáze v Malé Číně“                        |
| 2009       | The Spectacular Spider-Man                | Sha Shan Nguyen                                  | 5 dílů                                            |
| 2009       | Ochrana svědků                            | Jane Kwan / Ahn Li                               | díl: „Tak dělej, Ahn“                             |
| 2009       | NCIS: Los Angeles                         | Lee Wuan Kai                                     | díl: „Korejská spojka“                            |
| 2009       | Námořní vyšetřovací služba                | Lee Wuan Kai                                     | díl: „Konec hry“                                  |
| 2010–11    | Upíří deníky                              | Pearl                                            | 8 dílů                                            |
| 2010–11    | Hawaii 5-0                                | Laura Hills                                      | 3 díly                                            |
| 2011–dosud | Young Justice                             | Cheshire, Paula Crock, Lian Nguyen-Harper (hlas) | 11 dílů                                           |
| 2011       | Phineas a Ferb v paralelním vesmíru       | Stacy Hirano (hlas)                              | TV film                                           |
| 2011       | Kriminálka Las Vegas                      | Angie Salingerová                                | díl: „Hořkosladká“                                |
| 2012       | Fairly Legal                              | Lydia                                            | díl: „Shine a Light“                              |
| 2012       | Breakout Kings                            | Kendra Park                                      | díl: „SEALd Fate“                                 |
| 2012–17    | Arrow                                     | China White / Chien Na Wei                       | 10 dílů                                           |
| 2013       | Castle na zabití                          | Scarlet Jones                                    | díl: „Hříšníkova smrt“                            |
| 2013       | Pekelná kuchyně                           | Samu sebe                                        | díl: „8 Chefs Compete“                            |
| 2012–17    | Želvy Ninja                               | Karai / Hamato Miwa (hlas)                       | vedlejší role, 31 dílů                            |
| 2013–14    | Skladiště 13                              | Abigail Cho                                      | 6 dílů                                            |
| 2014       | The 100                                   | Callie "Cece" Cartwig                            | díl: „Pilot“                                      |
| 2014       | High School Exorcism                      | Denise Brady                                     | TV film                                           |
| 2015       | Being Mary Jane                           | Alana                                            | 2 díly                                            |
| 2017       | Gap Year                                  | Vanessa                                          | minisérie, díl: „Nepal: The End“                  |
| 2017–2019  | The Orville                               | Union Admiral Ozawa                              | 3 díly                                            |
| 2017       | Námořní vyšetřovací služba: New Orleans   | Dr. Anna Yoon                                    | díl: „The Accident“                               |
| 2017–2018  | Stretch Armstrong & the Flex Fighters     | více rolí (hlas)                                 | 15 dílů                                           |
| 2018       | Christmas Wonderland                      | Julia                                            | TV film                                           |
| 2018       | Archer                                    | Královna (hlas)                                  | díl: „Danger Island: Some Remarks on Cannibalism“ |
| 2018       | Dietland                                  | Abra Austen                                      | 2 díly                                            |
| 2018       | Na vlásku: Seriál                         | Adira (hlas)                                     | 3 díly                                            |

### Další média
| Rok  | Název           | Role     | Poznámky |
| ---- | --------------- | -------- | -------- |
| 2002 | „I Stand Alone“ | Godsmack |          |
| 2012 | „Outta My Head“ | Daughtry |          |

| Rok  | Název                                                      | Role                   | Poznámky |
| ---- | ---------------------------------------------------------- | ---------------------- | -------- |
| 2004 | Star Wars: Knights of the Old Republic II – The Sith Lords | Visas Marr             |          |
| 2008 | Fracture                                                   |                        |          |
| 2008 | Command & Conquer: Red Alert 3                             | Suki Toyama            |          |
| 2009 | Afro Samurai                                               | Okiku, Osachi          |          |
| 2009 | Ninja Blade                                                | Ryoko Kurokawa         |          |
| 2009 | Terminator Salvation                                       | Wells                  |          |
| 2012 | Sleeping Dogs                                              | Inspector Jane Teng    |          |
| 2013 | Teenage Mutant Ninja Turtles                               | Karai                  |          |
| 2013 | Batman: Arkham Origins                                     | Lady Shiva             |          |
| 2013 | Young Justice: Legacy                                      | Cheshire               |          |
| 2014 | Teenage Mutant Ninja Turtles: Danger of the Ooze           | Karai                  |          |
| 2015 | Battlefield Hardline                                       | Khai Minh Dao          |          |
| 2015 | Infinite Crisis                                            | Katana                 |          |
| 2015 | Mortal Kombat X                                            | D'Vorah, Sindel, Frost |          |

## Ocenění a nominace
| Rok  | Ocenění                                 | Kategorie                                                                | Nominována za          | Výsledek  |
| ---- | --------------------------------------- | ------------------------------------------------------------------------ | ---------------------- | --------- |
| 2004 | MTV Movie Awards                        | nejlepší souboj (sdíleno s Hughem Jackmanem)                             | X-Men 2                | vítězství |
| 2013 | Behind the Voice Actors Awards          | nejlepší hlasový výkon: seriálová herečka ve vedlejší roli (drama/akční) | Young Justice          | nominace  |
| 2014 | Behind the Voice Actors Awards          | nejlepší hlasový výkon: seriálová herečka ve vedlejší roli (drama/akční) | Želvy Ninja            | nominace  |
| 2014 | Behind the Voice Actors Awards          | nejlepší hlasový výkon: obsazení (seriál: akční/drama)                   | Želvy Ninja            | nominace  |
| 2014 | Behind the Voice Actors Awards          | nejlepší hlasový výkon: obsazení (videohry)                              | Batman: Arkham Origins | vítězství |
| 2015 | Behind the Voice Actors Awards          | nejlepší hlasový výkon: seriálová herečka ve vedlejší roli (drama/akční) | Želvy Ninja            | nominace  |
| 2017 | Behind the Voice Actors Awards          | nejlepší hlasový výkon: seriálová herečka ve vedlejší roli               | Želvy Ninja            | nominace  |
| 2018 | Action on Film Award                    | nejlepší filmová herečka                                                 | F.R.E.D.I.             | vítězství |
| 2018 | Mezinárodní filmový festival v Burbanku | nejlepší filmová herečka                                                 | F.R.E.D.I.             | vítězství |